# Kjeld Philip
Kjeld Løwenstein Philip (født 3. april 1912 i København, død 27. oktober 1989 i Hørsholm) var en dansk økonom og politiker. Gift med politikeren Grethe Philip.
Han blev 30. maj 1942 den første dr.oecon. fra Aarhus Universitet, da man tildelte den unge cand.polit. den økonomiske doktorgrad for disputatsen Bidrag til Læren om Forbindelse mellem Det Offentliges Finanspolitik og den økonomiske Aktivitet. Allerede før disputatsen havde han dog leveret et vægtigt arbejde med En Fremstilling og Analyse af den danske Kriselovgivning 1931-38 (324 sider) fra 1939. Han blev siden professor ved Aarhus Universitet, Stockholms universitet og Københavns Universitet. 
I 1957 blev han hentet ind som handelsminister i trekantsregeringen og blev ved valget i 1960 desuden folketingsmedlem for Det Radikale Venstre, valgt i Skive-kredsen. Efter valget blev han udnævnt til finansminister og i 1961-1964 var han økonomiminister.
Kjeld Philip er begravet på Hørsholm Kirkegård.